# Åvägen, Göteborg
Åvägen är en gata i stadsdelen Gårda i Göteborg. Den är cirka 1,1 kilometer lång och sträcker sig från Ullevigatan (via gångväg) till Örgrytevägen.

## Historia
Gatan fick sitt namn år 1902, bekräftat 1923, efter sträckningen längs Mölndalsån. Den hette en tid, bland annat på Cohrs Atlas 1891, Ågatan.
Omkring 1880 inleddes uppstyckning av området mellan Mölndalsån och Ranberget i byggnadstomter. Såväl fabriker, som bostäder, uppfördes. Fabrikerna placerades främst längs Mölndalsån och i början av 1900-talet låg där ett tiotal fabriker. Bland fabrikerna kan nämnas Hästskosömsfabriken, Göteborgs remfabrik, Tomtens tekniska fabrik och Gårda Fabriker. På 1930-talet tillkom Apotekarnes vattenfabrik. Omkring 1930 uppfördes bostadskvarteret Neptun längs Åvägen.
Stora delar av bebyggelsen revs under åren 1960–1985, men delar av fabrikerna bevarades och byggdes om för andra verksamheter. Göteborgs remfabrik är bevarad som museum. Bebyggelsen längs Åvägen utgörs av en ovanligt välbevarad industribebyggelse. Såväl Remfabriken som Hästskosömsfabriken är skyddade som byggnadsminnen. Landshövdingehusen i den södra delen visar hur fabriksarbetarna bodde på 1930-talet. Kajerna längs Mölndalsån är försedda med stenskoning.

## Galleri

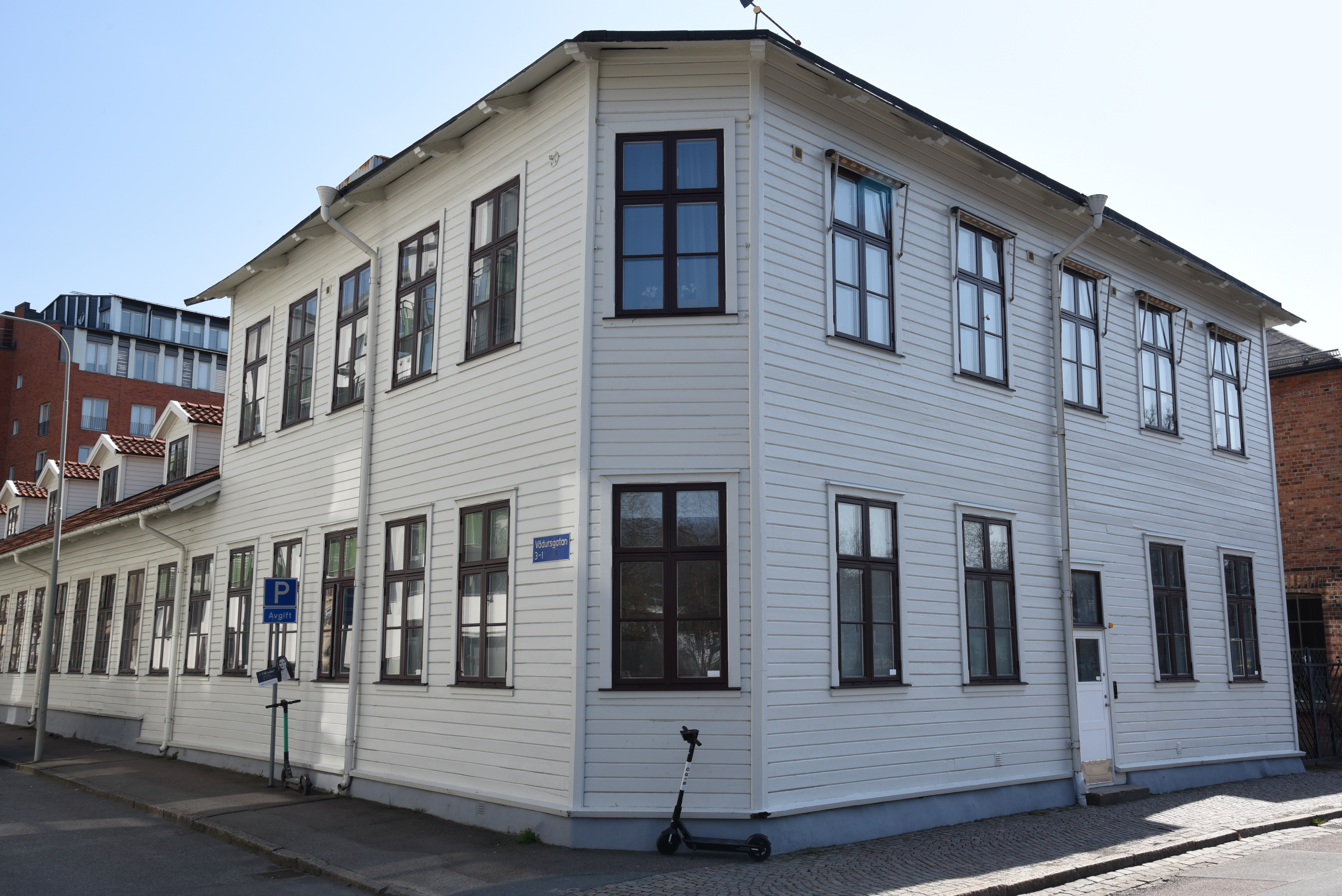
Hästskosömsfabriken, Åvägen 14.
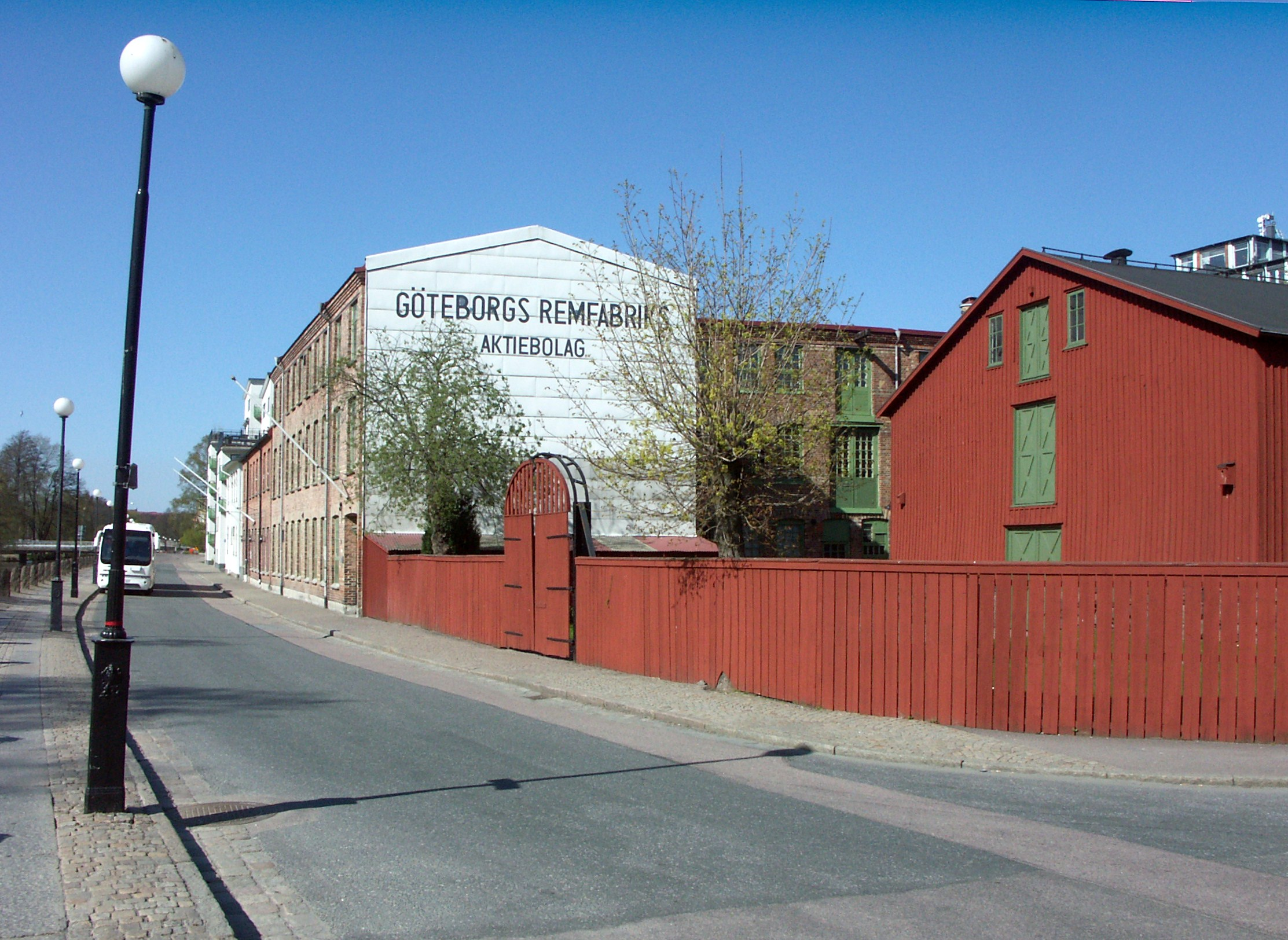
Göteborgs remfabrik, Åvägen 15.
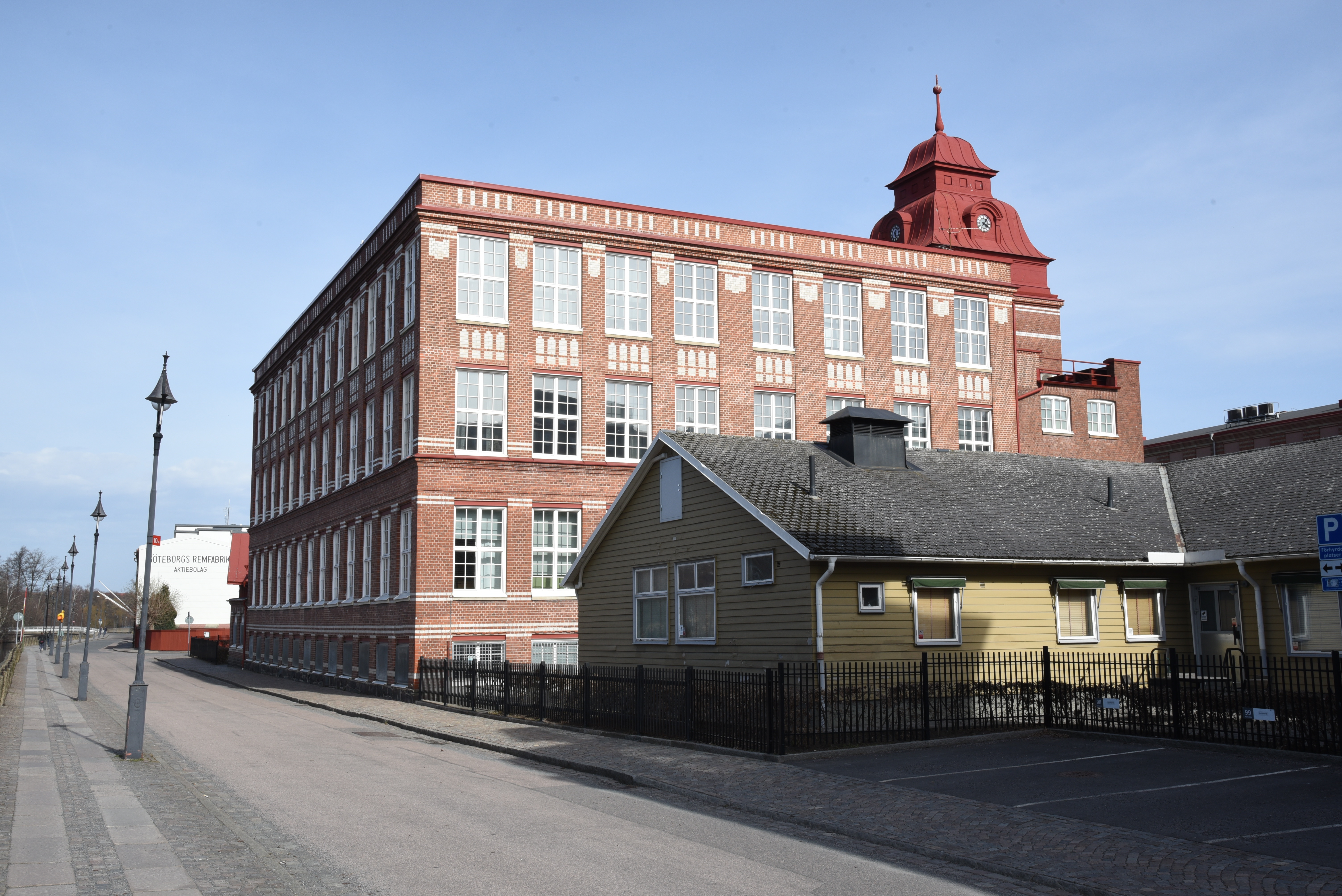
Göteborgs Kamgarnsspinneri, Åvägen 17.
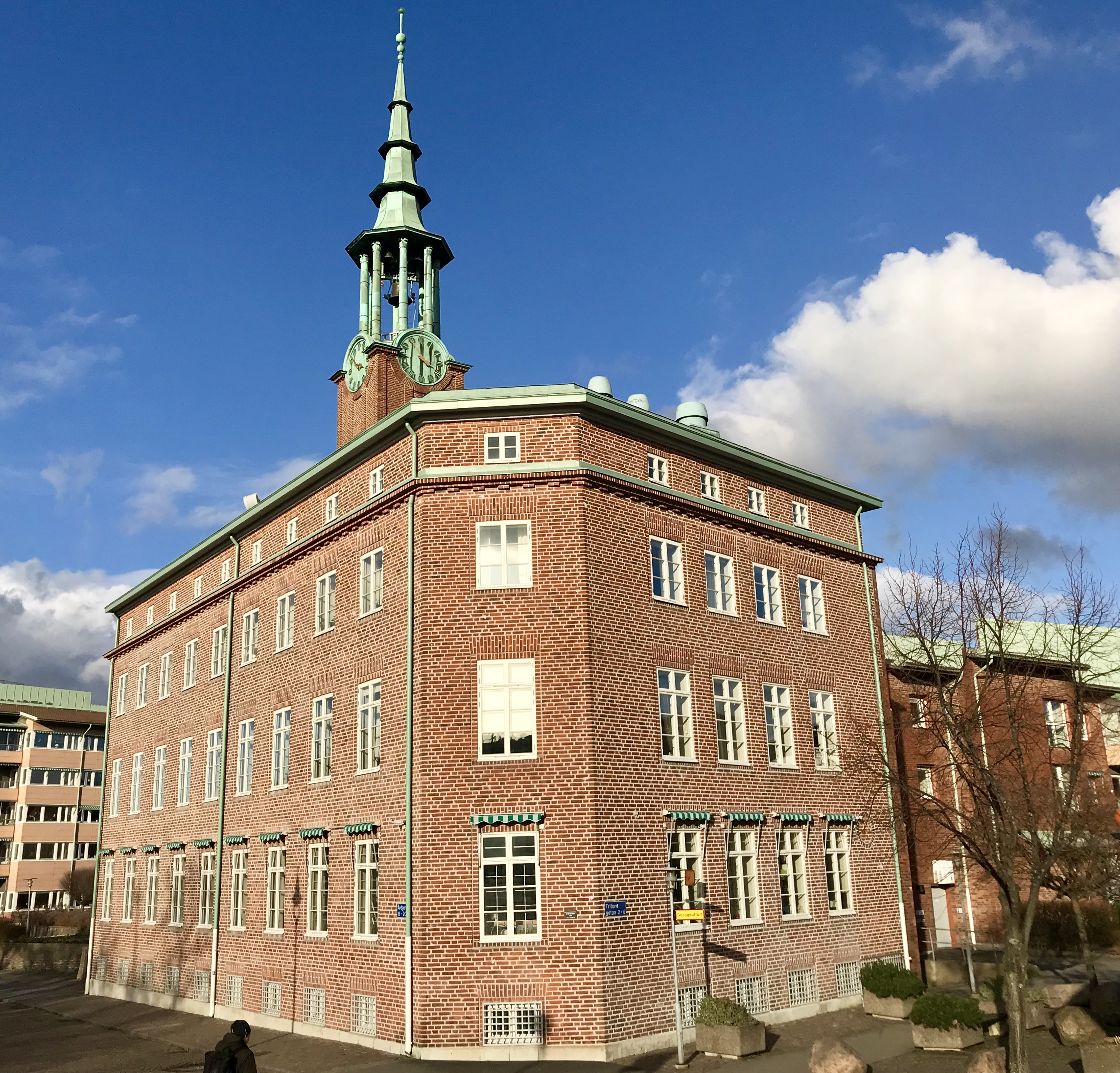
Tornhuset, Åvägen 20
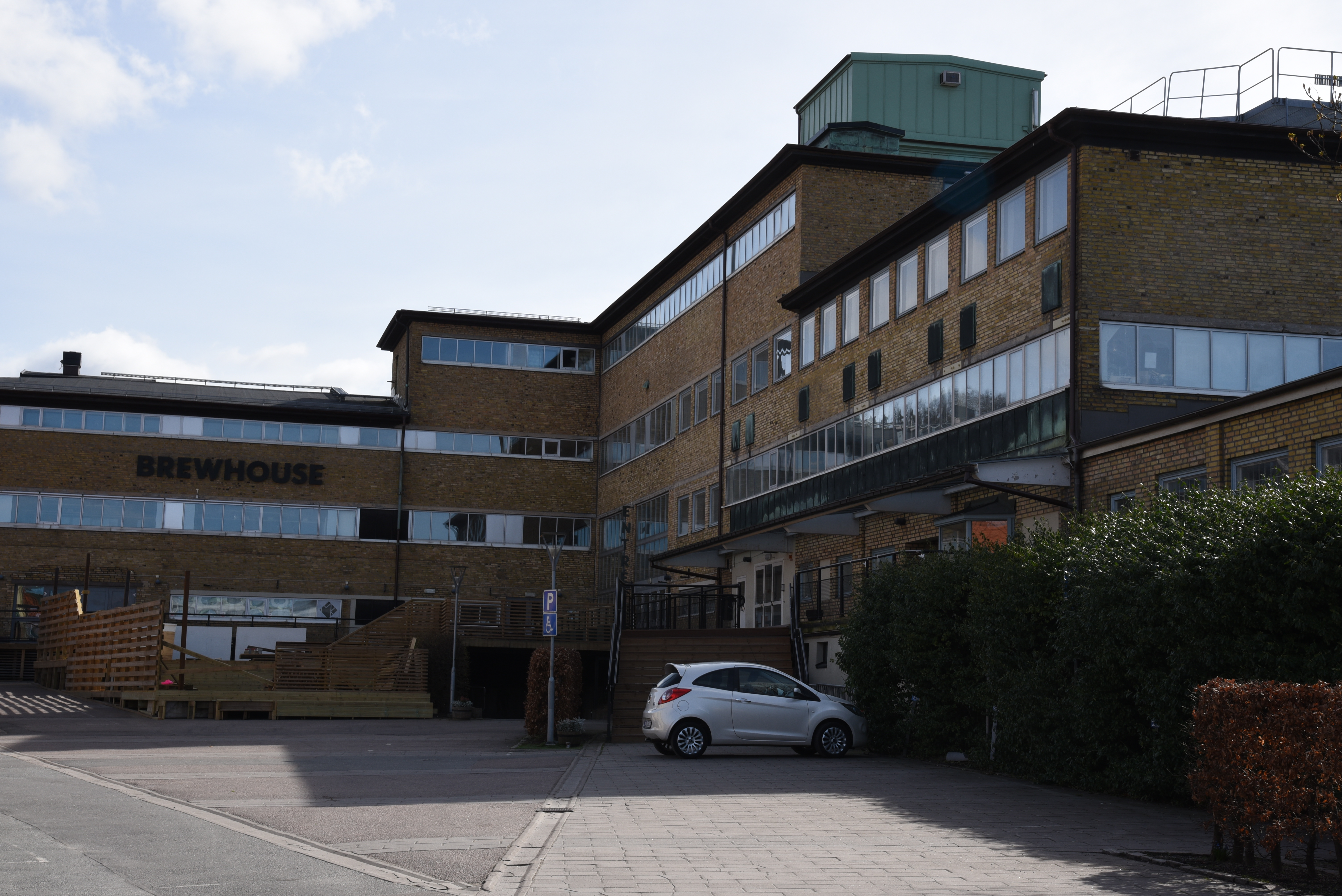
Apotekarnes vattenfabrik, Åvägen 24.
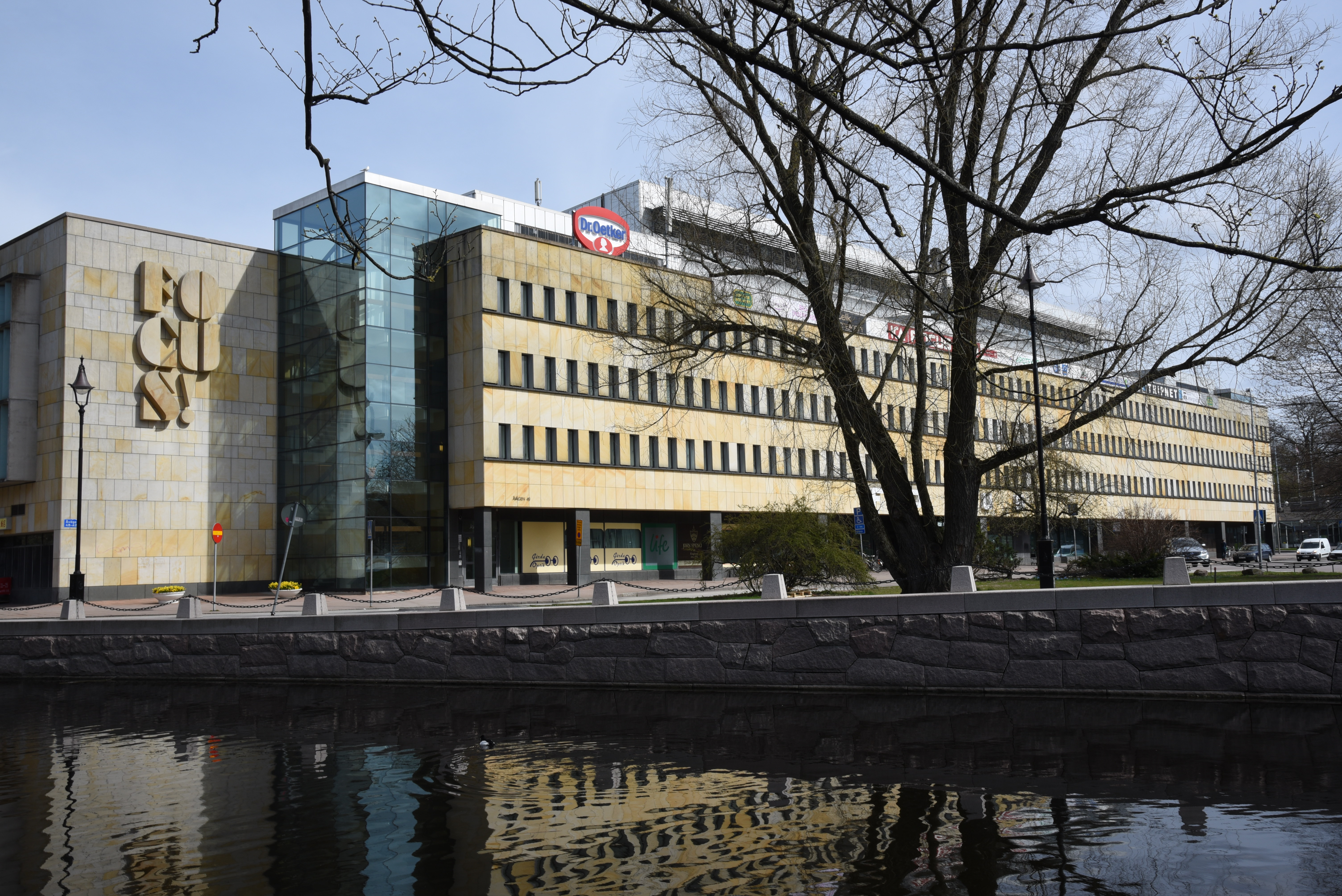
Focushuset, Åvägen 42.